# Этомидат
Этомидат (Etomidate) — этиловый эфир 1-(n-фенил-этил)-1H-имидазол-5 карбоновой кислоты — наркозное средство, применяемое для внутривенной анестезии.

## История
Был разработан компанией Janssen Pharmaceutica в 1964 году и представлен в качестве препарата для внутривенной анестезии в 1972 году в Европе и в 1983 году в США.

## Использование в медицинской практике
Применяется внутривенно для индукции анестезии в качестве гипнотического средства в составе многокомпонентной анестезии у декомпенсированных пациентов, в связи с отсутствием депрессивного влияния на миокард. Анальгетической активностью не обладает.

## Использование в казни
25 августа 2017 года в американском штате Флорида был приведен в исполнение смертный приговор над 53-летним Марком Эсеем, который был приговорен к казни за двойное убийство, совершенное им в 1987 году. Этомидат как гипнотик впервые был использован в составе смертельной инъекции.